# Chüealphorn
Das Chüealphorn (schweizerdeutsch; hochdeutsche Bedeutung: Kühealphorn) ist ein 3078 m ü. M. hoher Berg in den Albula-Alpen im Schweizer Kanton Graubünden.

## Lage und Umgebung
Das Chüealphorn liegt zwischen dem Sertigpass im Westen und dem Scalettapass im Osten. Südlich des Berges erstreckt sich das Val Funtauna, die Nordseite des Berges ist mit dem kleinen Chüealpgletscher vergletschert. Über das Chüealphorn verläuft die Grenze der Gemeinden Landschaft Davos und S-chanf.

## Routen zum Gipfel
Ausgangspunkt einer Besteigung des Chüealphorns ist in der Regel der auf 2007 m ü. M. gelegene Dürrboden. Von dort aus erfolgt der Aufstieg über einen markierten Wanderweg zum Scalettapass. In westsüdwestlicher Richtung steigt man dann weglos über einen breiten Rücken bis zu einigen kleinen Seen, die vom Chüealpgletscher gespeist werden, hinauf. Anschliessend geht es über die Rippe nördlich des Flusses bis zum Chüealpgletscher. Dieser wird in südlicher Richtung mit der entsprechenden Ausrüstung überschritten bis man (eventuell leicht absteigend) ein grosses Geröllfeld östlich des Gipfelaufbaus erreicht. Über das Geröllfeld steigt man bis zum Ostgrat hinauf und schliesslich wird über diesen Grat der Gipfel erreicht.